# Tafi (llengua)
El tafi (o tegbo) és una llengua kwa oriental que parlen els tafi de la regió Volta de Ghana. Hi ha entre 4.400 (2003) i uns 5.800 tafi. El seu codi ISO 639-3 és tcd i el seu codi al glottolog és tafi1243.

## Família lingüística
Segons l'ethnologue, el tafi és una llengua kwa oriental que pertany al subgrup de les llengües avatime-nyangbos juntament amb l'avatime i el nyangbo. Segons el glottolog, juntament amb el nyangbo formen les llengües nyangbo-tafi que són llengües avatime-nyangbos, que al mateix temps són llengües gbes del grup ka-Togo.

## Situació territorial i pobles veïns
El territori dels tafi està situat al nord de la ciutat de Ho, a prop de la frontera amb Togo, a la regió Volta del centre-est de Ghana.
Segons el mapa lingüístic de Ghana de l'ethnologue el territori tafi és un petit territori que està situat pocs quilòmetres a l'oest de la frontera amb Togo. Aquest, juntament amb els territoris dels logbes, dels nyangbos i dels avatimes, està rodejat del territori molt més extens dels ewes.

## Dialectes i semblança amb altres llengües
El tafi no té cap dialecte conegut. És el 83% semblant a nivell lèxic amb el nyangbo i un 73% amb l'ewe.

## Sociolingüística, estatus i ús de la llengua
El tafi és una llengua vigorosa (EGIDS 6a): Tot i que no està estandarditzada és utilitzada per persones de totes les edats i generacions tant a la llar com en societat en tots els dominis. És una llengua que no té escriptura. Els tafi també parlen anglès i ewe.